# Сафьян

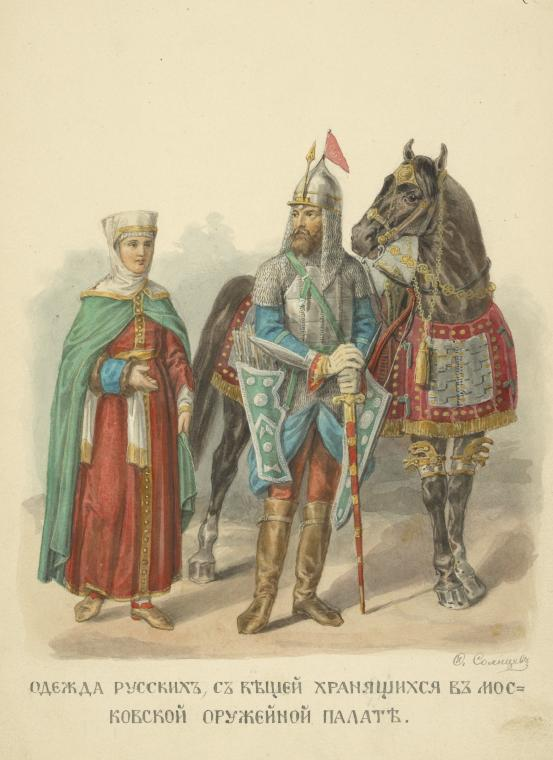
Поместный воин в сафьяновых сапогах с женой

Сафья́н (от перс. seχt‎ «крепкий, жёсткий») — тонкая и мягкая козья или овечья кожа, специально выделанная и окрашенная в яркий цвет. Сафьян шёл на производство переплётов и сапог.

## Этимология
Фиксируется с 1530-х гг. Заимствовано из тюркских форм наподобие татарск. сәхтиян, а там из персидского, где seχt «крепкий, жёсткий». Этимология от названия города Сафи в Марокко оспаривается. В былинах фигурирует как туре́ц-сафья́н.

## История
До 1666 года на Руси сафьян не производился. Он был весь привозным. В этом году появился первый сафьянный завод в хозяйстве царя Алексея Михайловича на Москве-реке.

## Выделка
Для обработки козьей шкуры на сафьян её размачивают в воде, затем — в известковых зольниках возрастающей крепости (2—3). Когда волос начнёт идти, его сгоняют на колоде, а шкуру снова пускают в зольник, пока не образуется достаточный нажор (1—2 недели). Между зольниками и после них шкура мездрится, лицевая сторона её тщательно подбривается и полируется камнем. Затем следуют промывка во вращающихся бочках при постоянном притоке свежей воды.
Так как сафьян должен обладать безупречной лицевой поверхностью, то после промывки шкура идёт в кисель из пшеничных отрубей — для удаления последних следов извести. После этого шкура тщательно вымывается и пропускается через 2—3 соковых чана из старого сумачного сока, после которых следует собственно дубление сумахом. Это последнее совершается во вращающихся барабанах, куда вводятся подготовленные шкуры, тёплая вода и порошок сумаха. Дубление оканчивается в 1,5—2 суток.

## Окраска
Окраска сафьяна совершается обработкой уже продублённой кожи в растворах анилиновых красок, причём дубильное вещество само служит протравой. Если окрашивают отварами красильных деревьев, то предварительно кожу перед красильной ванной протравляют оловянной или глинозёмной протравой. В красный цвет сафьян красится обыкновенно кошенилью перед обработкой сумачными соками. Для этой цели тщательнейшим образом вымытые шкуры протравляются тёплым раствором хлористого олова. Красильная ванна составляется из раствора кошенили и рвотного камня. Двух ванн обыкновенно достаточно, чтобы придать товару ярко-красный цвет.
Выкрашенные кожи высушиваются и затем на них наводится глянец. Для этого лицо кожи смазывается эмульсией из взбитых яичных белков, льняного масла и водного раствора той краски, которой кожа окрашена, и растирается стеклянным цилиндром при сильном надавливании. Для придания того или иного рисунка (шагрень) кожа подвергается накатыванию вальцом с соответственно отделанной поверхностью.
Низшие сорта сафьяна готовят из овечьих и телячьих шкур. Овечьи шкуры при этом двоят; на сафьян идёт лицевая сторона, левая переделывается на замшу. Дубление совершается ивовой, дубовой или сосновой корой. Этот род сафьяна часто окрашивается в чёрный цвет. Телячьи кожи после окраски не глазируются, а оставляются матовыми с рисунком или без него.